# Повідон-йод
Повідон-йод (МНН:Povidone-iodine; PVP-I) — це антисептик, який використовується для дезінфекції шкіри до та після операції. Його можна використовувати як для дезінфекції рук медичних працівників, так і для шкіри осіб, за якими вони доглядають. Його також можна використовувати для незначних ран. Його можна наносити на шкіру у вигляді рідини або порошку.

## Побічні ефекти та механізм
Побічні ефекти включають подразнення шкіри та іноді набряк. Якщо застосовувати на великих ранах, можуть виникнути проблеми з нирками, високий рівень натрію в крові та метаболічний ацидоз. Не рекомендується жінкам, які вагітні менше 32 тижнів. Не рекомендується часте використання людям із проблемами щитоподібної залози або тим, хто приймає літій.
Повідон-йод — хімічний комплекс повідону, йодоводня та йоду. Він містить 10% повідону, із загальним вмістом йоду, що дорівнює 10 000 частин на мільйон або 1% загального титрованого йоду.  Він працює шляхом вивільнення йоду, що призводить до загибелі ряду мікроорганізмів. Рівень сенсибілізації до продукту становить 0,7%. 

## Історія
Повідон-йод увійшов у комерційне використання в 1955 році. Він входить до списку основних лікарських засобів Всесвітньої організації охорони здоров'я. Повідон-йод доступний без рецепта. Після відкриття йоду Бернаром Куртуа в 1811 році його почали широко використовувати для профілактики та лікування шкірних інфекцій, а також для лікування ран. Йод був визнаний ефективним бактерицидом широкого спектру дії, а також ефективним проти дріжджів, цвілі, грибків, вірусів і найпростіших. Недоліками застосування у вигляді водних розчинів є подразнення в місці нанесення, токсичність, фарбування навколишніх тканин. Ці недоліки були подолані відкриттям і використанням повідону-йоду, в якому йод переноситься в комплексній формі, а концентрація вільного йоду дуже низька. Таким чином, продукт виконує функцію йодофору .
Повідон-йод було відкрито у 1955 році в промислових токсикологічних лабораторіях у Філадельфії HA Shelanski та MV Shelanski. Вони провели тести під назвою in vitro, щоб продемонструвати антибактеріальну активність, і виявили, що комплекс був менш токсичним для мишей, ніж настоянка йоду. Клінічні випробування на людях показали, що цей продукт перевершує інші препарати йоду.

## Медичне використання
Повідон-йод — антисептик широкого спектру дії для місцевого застосування при лікуванні та профілактиці ранових інфекцій. Його можна використовувати для надання першої допомоги при незначних порізах, опіках, саднах і пухирях. Повідон-йод демонструє більш тривалий антисептичний ефект, ніж настоянка йоду, завдяки повільному всмоктуванню через м’які тканини, що робить його вибором для тривалих операцій. Хлоргексидин майже вдвічі ефективніший у запобіганні інфекції після хірургічного втручання з подібним до меншого ризику побічних ефектів, і комбінація гіпохлориту натрію та хлорноватистої кислоти у дуже низькій концентрації значно краще загоює рани. 
Отже, повідон-йод знайшов широке застосування в медицині як хірургічний скраб; для перед- і післяопераційного очищення шкіри; для лікування і профілактики інфекцій при виразках, порізах і опіках; для лікування інфекцій при пролежнях і стазних виразках; в гінекології при вагінітах, асоційованих з кандидозним, трихомонадним або змішані інфекції. Для цих цілей повідон-йод був розроблений у концентраціях 7,5–10,0% у формі розчину, спрею, хірургічного скрабу, мазі та дозованих тампонів; однак використання 10% розчину повідон-йоду, хоча й рекомендовано, використовується нечасто, оскільки він погано сприймається медичними працівниками та надто повільно висихає.
Через ці критичні показання у більшості випадків слід використовувати лише стерильний повідон-йод. Нестерильний продукт може бути доцільним у обмежених випадках, коли люди мають цілісну здорову шкіру, яка не буде пошкоджена чи порізана. Нестерильна форма повідон-йоду має довгу історію внутрішнього зараження Burkholderia cepacia та іншими умовно-патогенними мікроорганізмами. Його здатність утримувати такі мікроби ще більше підкреслює важливість використання стерильних продуктів у будь-яких клінічних умовах. Оскільки ці бактерії стійкі до повідон-йоду, твердження про те, що бактерії не розвивають резистентності до повідону-йоду, слід розглядати з великою обережністю: деякі бактерії є внутрішньо стійкими до низки біоцидів, включаючи повідон-йод.
Антисептична активність повідону-йоду зумовлена вільним йодом (I2), а повідон-йод діє лише як переносник I2 до клітин-мішеней. Найбільш часто використовуваний 10% повідон-йод доставляє приблизно 1–3 ppm I2 у з’єднанні з понад 31 600 ppm загальних атомів йоду. Усі токсичні та фарбувальні ефекти повідона-йоду пов’язані лише з неактивним йодом.

### Очі
Забуферений розчин повідону-йоду концентрації 2,5% можна використовувати для профілактики неонатального кон’юнктивіту, особливо якщо він спричинений Neisseria gonorrhoeae або Chlamydia trachomatis. Наразі неясно, чи є повідон-йод ефективнішим у зниженні кількості випадків кон’юнктивіту у новонароджених порівняно з іншими методами. Повідон-йод виявляється дуже придатним для цієї мети, оскільки, на відміну від інших речовин, він також ефективний проти грибків і вірусів (включаючи ВІЛ і простий герпес).

### Плевродез
Застосовується при плевродезі (зрощення плеври через безперервні плевральні випоти). Для цієї мети повідон-йод є настільки ж ефективним і безпечним, як і тальк, і йому можна віддати перевагу через легку доступність і низьку вартість.

### Синоніми
Betadine, Kenalog, Marbeta, Marcaine, P-Care M, P-Care MG, P-care, P-care X, Summer's Eve Medicated

### Альтернативи
Існують переконливі докази того, що хлоргексидин і денатурований спирт, які використовуються для очищення шкіри перед операцією, є кращими, ніж будь-які препарати повідон-йоду.

## Протипоказання
Повідон-йод протипоказаний людям з гіпертиреозом (гіперфункцією щитоподібної залози) та іншими захворюваннями щитоподібної залози після лікування радіойодом, а також людям з герпетиформним дерматитом (хвороба Дюрінга)

## Взаємодії
Йод у повідоні-йоді реагує з перекисом водню, сріблом, тауролідином і білками, такими як ферменти, роблячи їх неефективними. Він також реагує з багатьма сполуками ртуті, утворюючи корозійну сполуку йодиду ртуті, а також з багатьма металами, що робить його непридатним для дезінфекції металевого пірсингу.
Йод всмоктується в організм різною мірою, залежно від області застосування та стану шкіри. Таким чином, він взаємодіє з діагностичними тестами щитоподібної залози, такими як діагностика радіоактивного йоду, а також з різними діагностичними агентами, які використовуються в сечі та калі, наприклад, смола гваякуму. 

## Структура

Будова повідон-йодного комплексу

Повідон-йод — хімічний комплекс полімеру повідону і трийодиду (I3−).
Розчинний у холодній і помірно-теплій воді, етиловому спирті, ізопропіловому спирті, поліетиленгліколі та гліцерині. Його стабільність у розчині значно вища, ніж у настоянки йоду або розчину Люголя.
Вільний йод, який повільно вивільняється з комплексу повідону-йоду у розчині, вбиває клітини через йодування ліпідів і окислення цитоплазматичних і мембранних сполук. Цей засіб виявляє широкий спектр мікробіоцидної дії проти бактерій, грибів, найпростіших та вірусів. Повільне вивільнення йоду з комплексу повідону-йоду у розчині мінімізує токсичність йоду для клітин ссавців.
Повідон-йод можна завантажувати в гідрогелі, які можуть бути засновані на карбоксиметилцелюлозі, полівініловому спирті і желатині або на основі зшитого поліакриламіду. Ці гідрогелі можна використовувати для перев'язок ран. Швидкість вивільнення йоду в повідону-йоді сильно залежить від складу гідрогелю: вона збільшується з більшою кількістю КМЦ/ПВС і зменшується з більшою кількістю желатину.

## Дослідження
Повідон-йод знайшов застосування в області наноматеріалів. Було розроблено застосування для загоєння ран, яке використовує мат з одностінних вуглецевих нанотрубок, покритих моношаром повідон-йоду.
Дослідження раніше виявили, що полімерний полівінілпіролідон може згортатися навколо окремих вуглецевих нанотрубок, щоб зробити їх водорозчинними.